# Farinha de coco
A farinha de coco é feita a partir da polpa do coco seco. Esse ingrediente é conhecido por ser rico em proteínas, fibras e gorduras saudáveis, empregada na culinária.
A farinha de coco foi primeiramente produzida nas Filipinas. É uma opção sem glúten e de baixo carboidrato em comparação com outras farinhas tradicionais como a farinha de trigo.
Inicialmente, era vista como subproduto do leite de coco. Devido à sua textura e sabor, é utilizada em receitas de biscoitos, pães, bolos e outras preparações culinárias.